# 在日米海軍辻堂演習場

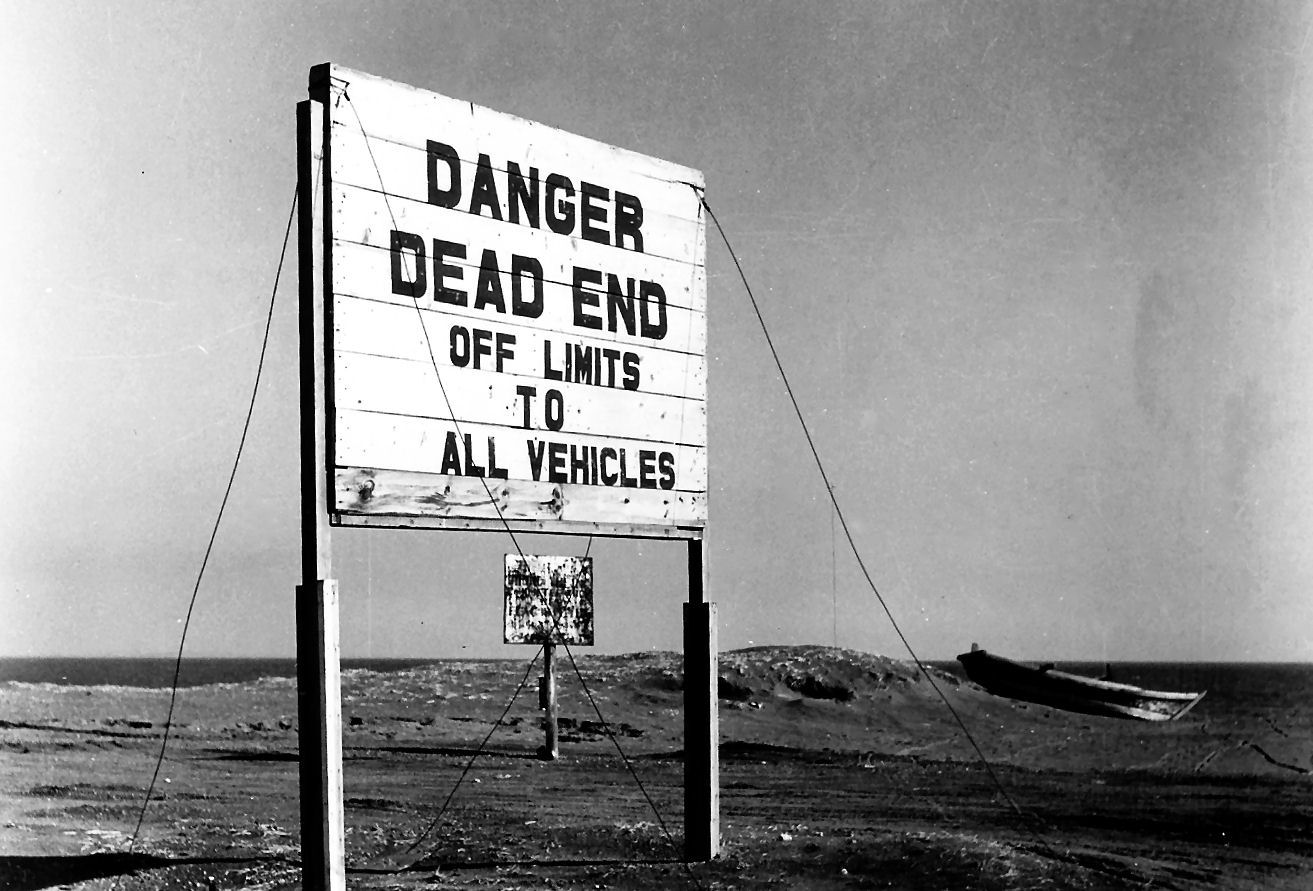
在日米海軍辻堂演習場境界の看板。1955年　撮影:福地誠一

在日米海軍辻堂演習場（ざいにちべいかいぐんつじどうえんしゅうじょう）は、神奈川県藤沢市および茅ヶ崎市の沿岸に存在した在日米軍の海軍施設である。

## 概要
- 現在の藤沢市辻堂西海岸および茅ヶ崎市汐見台に所在した。
- 江戸時代中期に相州炮術調練場と言う江戸幕府の軍事演習場が設置されたのがはじまり。
- 上陸、砲撃、爆破の演習を行った。
- 朝鮮戦争の際は、上陸演習を行った。この演習により、ダグラス・マッカーサーは、仁川上陸作戦を成功させたといわれる。
- 1954年に、本演習場に茅ケ崎海岸区域を含むことを明確化した。
- 茅ケ崎海岸区域での演習は、烏帽子岩を、演習射撃目標とした時期があった。これにより、烏帽子岩の形が大きく変形したといわれている。

## 歴史
- 1945年（昭和20年）9月2日 - 後に本演習場が置かれる横須賀海軍砲術学校辻堂演習場が、連合国に接収される[1]。
- 1945年（昭和20年）9月24日 - 連合国に、正式に接収される[2]。
- 1946年（昭和21年）10月 - 初演習を実施。
- 1950年（昭和25年）12月9日 - 第9回国会の参議院予算委員会で、連合国軍の演習により、辻堂の漁獲高が減少したことに対する賠償について討議される。
- 1951年（昭和26年）6月 - 朝鮮戦争に伴い、連合国軍が上陸演習を開始。
- 1952年（昭和27年）2月28日 - 第13回国会の参議院外務委員会で、「神奈川県辻堂元海軍演習地を進駐軍演習地に指定反対の陳情」につき、内閣へ送付すべきことが「異議なし」で承認される。
- 1952年（昭和27年）3月19日 - 第13回国会の参議院本会議にて、1952年2月28日の陳情につき、外務委員長報告され、全会一致で承認し、内閣へ送付した。
- 1952年（昭和27年）7月26日 - 日本国とアメリカ合衆国との間の安全保障条約第3条に基く行政協定第2条により、旧JPNR4452であった同演習場をFAC（施設）番号3106とし、両国間交渉継続のまま、在日米軍の無期限使用施設（茅ヶ崎市小和田所在）とした。同時に、本演習場区域を含む海上演習場として、オーボー第一区域 ("Area Oboe One") [3]を定め、海岸から海への直接射撃の目標を、烏帽子岩[4]にすることとした[5]。
- 1952年（昭和27年）7月27日 - 漁船操業を禁止する区域、期間、条件が定められ、同日から適用された[6]。
- 1953年（昭和28年）5月20日から5月30日まで - 射撃訓練を行う[7]。
- 1953年（昭和28年）10月 - 朝鮮戦争停戦に伴い、烏帽子岩への射撃訓練が実質終了。
- 1954年（昭和29年）4月13日 - 日米政府間協定を改定し、同演習場のFAC（施設）番号を3106-01とし、両国間交渉継続の対象から外して、名称を「辻堂演習場（茅ケ崎海岸区域）」とする。同時に、オーボー第一区域を改定[8]し、烏帽子岩を標的として使用することを止めた[9]。
- 1957年（昭和32年）5月24日 - 日米政府間協定を改定し、オーボー第一区域の名称を、オスカー第一区域 ("Area Oscar One") へ改める[10]。
- 1957年（昭和32年）6月15日 - 漁船操業を禁止する区域名につき、オーボー第一区域を、オスカー第一区域へ改める[11]。
- 1959年（昭和34年）6月25日 - 本演習場が接収解除される。
- 1959年（昭和34年）8月8日 - 横浜調達局[12]長より、本演習場の接収解除が官報公告される。
- 1959年（昭和34年）10月9日 - 日米政府間協定を改定し、1959年6月25日に本演習場は接収解除、オスカー第一区域は使用解除することを、日米政府間で同意する[13]。

## 返還後
国有地は、大蔵省管財局の管轄となり、順次土地処分が行われた。
- 1958年（昭和33年）9月1日 - 藤沢市へ8,131坪を売払。
- 1959年（昭和34年）3月 - 東京農地事務局へ8,763坪を所管替え。
- 1959年（昭和34年）12月 - 神奈川県知事、藤沢市長、茅ヶ崎市長の連名で払下申請書を大蔵省に提出する。
- 1960年（昭和35年）5月 - 一部を学校用地へ転用。
- 1960年（昭和35年）11月 - 関東財務局の国有財産審議会で、残部分の処分方法が決まる。
- 1961年（昭和36年）5月1日 - 相模工業学園へ22,969坪を貸付。
- 1962年（昭和37年）3月15日 - 日本住宅公団へ47,582.21坪を現物出資。
- 1963年（昭和38年）3月 - 合同宿舎（国家公務員宿舎）へ8,752坪を転用。
- 1963年（昭和38年）11月 - 藤沢市に29,664坪を無償貸付。
  - 上記のほか、道路として約65,000坪を所管替え。

上記までの時点で、藤沢市に売却予定9,816坪、神奈川県へ無償貸付予定（公園用地）56,850坪、茅ヶ崎市に売払予定8,917坪が残った。
上記予定地のうち、神奈川県への無償貸付予定地につき、以下のサイエンスランド問題が発生した。

### サイエンスランド問題
神奈川県への公園用地としての無償貸付予定地につき、県で予算がつかないことから、神奈川県知事の内山岩太郎が、自ら営利会社（サイエンスランド株式会社）の発起人になり、公園化の方針を破棄し、当該会社への国有地の払い下げを陳情し、出資を募集した問題。
営利会社への、国有地の払い下げ（または、県へ公園用地として無償譲渡された後の転用）の可能性が低いにもかかわらず、出資を募ったことも問題視された。
神奈川県知事（内山岩太郎）を筆頭に、長沼弘毅、藤井丙午、市村清、平木信二、駒井健一郎、本間嘉平、藤川一秋、岡崎真二、安西正夫、松原与三松、五島昇、藤井深造など、日本の財界の有名人87名が連名で発起人となった。

#### 経緯
- 1964年（昭和39年）3月19日 - 市村清を社長として、サイエンスランド株式会社が設立する。
  - 設立届出書には「資本金5億円、1億3千万円は発起人で引き取り、3億7千万円は一般募集とする。株式の申込期間は同年3月25日から4月3日まで、払込期日は4月6日、創立総会を4月7日に行う。」旨が記載された。
- 1964年（昭和39年）3月28日 - 神奈川県議会が、知事宛へ意見書を出す。
  - 営利目的の別計画に知事が発起人として参画することは了解に苦しむため、知事の善処を強く要望するとともに、県は当初の計画推進に努力を払うべきであると、地方自治法99条第2項の規定によって意見書を提出した。
- 1964年（昭和39年）4月4日 - 日本住宅公団が国有地払い下げの要望書を提出。
- 1964年（昭和39年）4月7日 - 第46回国会衆議院決算委員会で、本問題につき審議される。
- 1964年（昭和39年）4月10日 - 相模工業学園が国有地払い下げの申請書を提出。
- 1964年（昭和39年）8月17日 - サイエンスランドが国有地払い下げの陳情書を提出。
- 1964年（昭和39年）11月27日 - サイエンスランドが、横浜財務部に神奈川県へ無償貸与予定の公園用地の売却を申請するも、受理されず。
- 1965年（昭和40年）1月29日 - 神奈川県知事から関東財務局長宛で、公園利用計画の放棄を表明する要望書が届く。
  - 県は当初約16万坪の公園造成を計画したが、都市公園に対する配分が6万坪に縮小されたため、公園計画を大幅に変更する必要を生じた。その後検討した結果、湘南海岸公園整備の進展、県財政の現状等諸般の事情を考慮し、県立都市公園の設置は不適当なので、取りやめる。都市公園にかわる施設として公共性が強く、かつ公園の趣旨にも合致しあわせて青少年の情操教育と科学教育のための有益な施設が、民間資本によって設置されることが最も適当。住宅公団用地への転用は、神奈川県の諸般事情から絶対反対。
- 1965年（昭和40年）2月12日 - 日本住宅公団が国有地払い下げの申請書を提出。
- 1965年（昭和40年）3月9日 - 双葉幼稚園が国有地払い下げの申請書を提出。
- 1965年（昭和40年）3月10日 - 湘南白百合学園が国有地払い下げの申請書を提出。
- 1965年（昭和40年）4月30日 - 藤沢市が国有地払い下げ（公園用地として）の申請書を提出。
  - 途中、サイエンスランド事務局員が、逮捕される。
- 1965年（昭和40年）9月1日 - サイエンスランドが解散が内定し、第49回国会参議院決算委員会で、本問題につき解決した旨確認される。
  - のちにサイエンスランドが解散し、最終的に当初の予定通り県が辻堂海浜公園を設置した。

## 現在
以下の施設が設置される。
- 道路
  - 国道134号（浜見山交番前-浜須賀）
  - 湘南海岸・砂浜のみち（湘南海岸のサイクリングロード　浜見山交番前-浜須賀）
- 団地
  - 辻堂団地
- 学校施設
  - 相模工業大学→湘南工科大学
  - 相模工業大学附属高等学校→湘南工科大学附属高等学校
  - 藤沢市立高浜中学校
  - 藤沢市立高砂小学校
  - 藤沢市立浜見小学校
  - 藤沢市立白浜養護学校
  - 南部学校給食センター→南部学校給食合同調理場→廃場
- 公園
  - 辻堂海浜公園
  - 辻堂南部公園
  - 浜見山公園
  - 湘南汐見台公園
- 行政施設
  - 藤沢市立南部下水処理場→藤沢市立辻堂浄化センター
  - 工業技術院[14]海水淡水化茅ケ崎臨海研究施設[15]→廃止
  - 辻堂東海岸郵便局
- 民間施設
  - 松下電器湘南保養所→松下政経塾